# Droit et justice
Droit et justice (en polonais : Prawo i Sprawiedliwość , PiS) est un parti politique polonais, fondé en 2001 par les frères Jarosław et Lech Kaczyński.
D'idéologie nationale-conservatrice, eurosceptique et atlantiste, il est classé à droite ou à l'extrême droite de l'échiquier politique. Il soutient une politique sociale pour un État-providence.
S'étant rapidement imposé comme le principal parti au côté de la Plate-forme civique, il détient la majorité à la Diète de 2005 à 2007 et de 2015 à 2023. Deux présidents de la République en sont également issus : Lech Kaczyński (2005-2010) et Andrzej Duda (depuis 2015) ; Karol Nawrocki est élu en 2025.

## Historique

### Débuts (2001-2005)

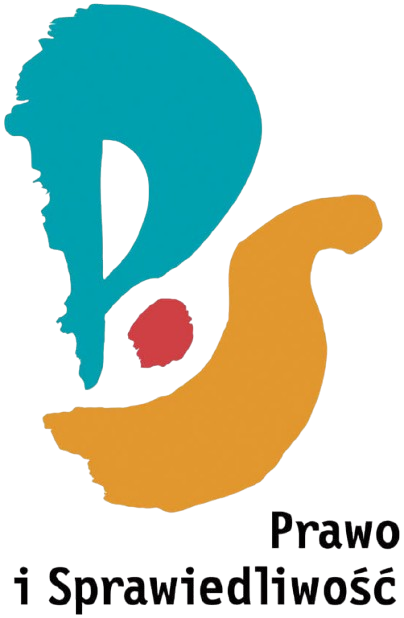
Premier logo

Fondé le 13 juin 2001 par Jarosław Kaczyński et son frère Lech Kaczyński, alors que ce dernier était ministre de la Justice du gouvernement AWS. Formé autour de son parti l'Accord du centre, il réunit d'autres mouvements de droite et conservateurs, et les restes du parti politique issu de Solidarność, AWS.
Aux élections législatives de 2001, PiS remporte 44 des 460 sièges du Sejm (la diète polonaise) avec 9,5 % de voix. Le groupe parlementaire est alors dirigé par Kazimierz Marcinkiewicz.
Pour les élections régionales de juin 2002, PiS forme une coalition avec son rival de la PO, dans la plupart des régions, la coalition n’emporte que 16 % des voix, mais Lech Kaczyński est élu maire de Varsovie et laisse la présidence du PiS à son frère Jarosław Kaczyński en 2003.
Lors des élections européennes de 2004, en obtenant à elle seule 12,67 % des suffrages, PiS devient la troisième force politique, et emporte 7 des 54 sièges réservés aux Polonais. Il est alors membre du groupe parlementaire européen Union pour l'Europe des nations.

### Au pouvoir (2005-2007)

#### Gouvernement de Kazimierz Marcinkiewicz

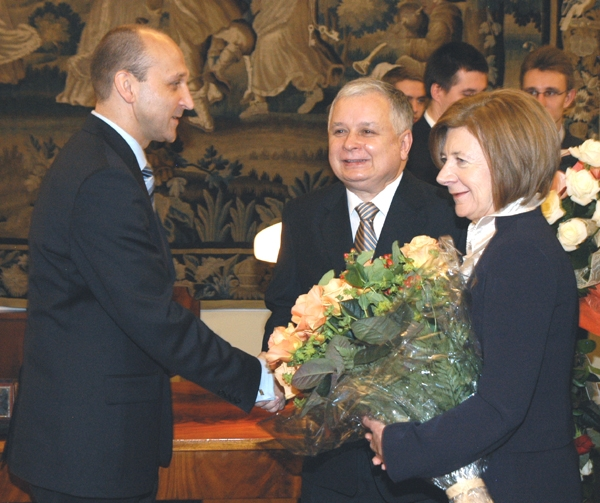
Kazimierz Marcinkiewicz (gauche) et Lech Kaczyński (centre) lors de l'investiture du président de la République.

Lors des élections législatives du 25 septembre 2005, Droit et justice arrive en tête, avec 26,99 % des suffrages et 155 députés sur 460, devant la Plate-forme civique (PO, libéraux), qui remporte 24,1 % des voix et 133 sièges, les deux partis ayant fait part de leur volonté de constituer un gouvernement de coalition. Deux semaines plus tard, au premier tour de l'élection présidentielle, Donald Tusk, candidat de la PO, obtient 36,3 % des voix, devant le candidat du PiS et maire de Varsovie, Lech Kaczyński, qui recueille 33 % des suffrages.
Le 19 octobre suivant, à quatre jours du second tour, le parti choisit Kazimierz Marcinkiewicz, ancien président du groupe parlementaire, comme candidat au poste de président du Conseil des ministres, et non son président Jarosław Kaczyński, afin de ne pas affaiblir les chances de Lech. Celui-ci s'impose, d'ailleurs, le 23 octobre, avec 54 % des voix contre Tusk.
Le cabinet Marcinkiewicz, composé uniquement de ministres PiS et indépendants, prend ses fonctions le 31 octobre. Bien que la PO ait finalement refusé de s'allier avec les conservateurs, le gouvernement obtient facilement la confiance de la Diète grâce au vote favorable des populistes de gauche de l'Autodéfense de la république de Pologne (SRP), des nationalistes de la Ligue des familles polonaises (LPR) et des chrétiens-démocrates du Parti paysan polonais (PSL).
Le président de la République, Lech Kaczyński, prend officiellement ses fonctions le 23 décembre suivant. Pour la première fois depuis 1995, les deux têtes de l'exécutif sont issus de la droite.
Finalement, le 5 mai 2006, PiS passe un accord formel de coalition avec la SRP et la LPR, ce qui permet à ces deux formations de rentrer au gouvernement. Toutefois, bien qu'ils reçoivent cinq ministères, les deux partis ne contrôlent aucun ministère régalien. Seul le ministère de l'Agriculture, aux mains du président de la SRP, Andrzej Lepper, est doté d'un budget et d'un poids politique importants.

#### Gouvernement de Jarosław Kaczyński
Après que Marcinkiewicz a remplacé, le 24 juin suivant, la ministre des Finances, Zyta Gilowska, contrainte à la démission, il entre en conflit avec la direction du parti. Finalement, il annonce sa démission le 7 juillet suivant, et le bureau politique choisit de le remplacer par Jarosław Kaczyński. Celui-ci constitue son gouvernement, avec la même coalition, le 14 juillet.
Aux élections locales du 12 novembre suivant, PiS est devancé par la PO aux élections régionales et perd la mairie de Varsovie au profit des libéraux, Kazimierz Marcinkiewicz étant défait au second tour par Hanna Gronkiewicz-Waltz.
Le 13 août 2007, prenant acte des profondes divergences au sein de sa coalition, le président du Conseil Kaczyński demande au président de la République Kaczyński de démettre les ministres issus de la SRP et la LPR, tandis qu'à la Diète, le parti appuie la demande de la Plate-forme civique de convoquer des élections anticipées.

### Dans l'opposition (2007-2015)

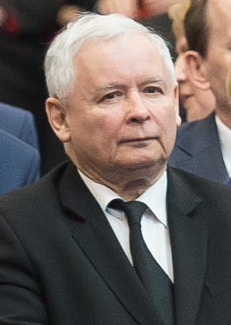
Jarosław Kaczyński, président de Droit et justice depuis 2003.

À la suite de la dissolution du parlement, les élections législatives ont eu lieu le 21 octobre 2007. Droit et justice n’obtient que 32,16 % des voix et la Plate-forme civique (41,39 %) constitue une nouvelle majorité avec le Parti paysan polonais PSL. La cohabitation entre le président de la République issu du PiS Lech Kaczyński et le président du Conseil des ministres de PO Donald Tusk dure de 2007 à 2010.
Le président Lech Kaczyński meurt en 2010 lors de l'accident de l'avion présidentiel polonais à Smolensk.
Jarosław Kaczyński échoue aux élections présidentielles anticipées qui suivent, n'obtenant que 46,99 % des suffrages au 2e tour.
Un groupe de députés (18 au total) quitte le parti pour constituer le groupe parlementaire puis le parti La Pologne est le plus important (PJN).
Le parti connaît un nouvel échec lors des élections législatives de 2011, perdant neuf sièges de député à la Diète et huit sièges au Sénat.
Cette défaite provoque le départ de Zbigniew Ziobro, ancien ministre de la Justice souvent considéré comme dauphin de Jarosław Kaczyński, et de ses partisans qui constituent le groupe parlementaire dissident Pologne solidaire qui rassemble (au 1er janvier 2012) 20 députés et deux sénateurs avec le soutien de quatre députés européens.

### Retour au pouvoir (2015-2023)

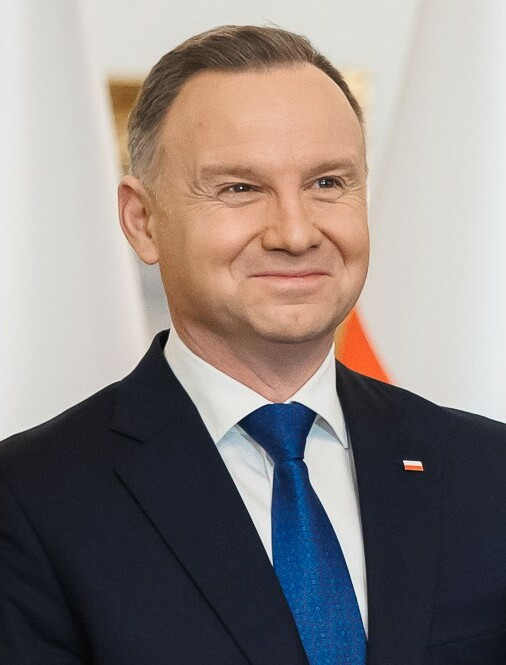
Andrzej Duda (ici en 2023) est le candidat de PiS aux élections présidentielles de 2015 et 2020.

À l'occasion de l'élection présidentielle de 2015, Andrzej Duda, le candidat de PiS, l'emporte au second tour face au président sortant Bronisław Komorowski avec 51,55 %.
En octobre 2015, Droit et justice remporte les élections législatives avec 39,1 % des voix et obtient la majorité absolue. Il est pourvu de 242 sièges de députés sur 460.
D'après le journaliste Dominique Vidal, le retour au pouvoir du PiS se serait traduit par un recul des acquis démocratiques, politiques et sociétaux : « augmentation des pouvoirs de l’exécutif au détriment de ceux du législatif, mainmise sur les médias, encadrement de la justice, durcissement de la loi anti-avortement, refus du mariage homosexuel comme de l’euthanasie, promesse d’un référendum sur la peine de mort, etc. »
À l'issue des élections européenne de 2019, Droit et justice réalise son meilleur score avec plus de 45 % des voix et 27 sièges sur 52.
Les élections législatives de 2019 permettent au parti de reconduire sa majorité. La liste Droit et justice, qui est composée avec quatre partis alliés, remporte l'élection avec 43,3 % des voix, une augmentation de 6 points de pourcentage. La liste garde cependant le même nombre de sièges en raison de l'entrée à la Diète de plusieurs autres partis.

## Présidents
| Portrait           | Identité                        | Période         | Période         | Durée                     |
| Portrait           | Identité                        | Début           | Fin             | Durée                     |
| ------------------ | ------------------------------- | --------------- | --------------- | ------------------------- |
| Lech Kaczyński     | Lech Kaczyński (1949 - 2010)    | 13 juin 2001    | 18 janvier 2003 | 1 an, 7 mois et 5 jours   |
| Jarosław Kaczyński | Jarosław Kaczyński (né en 1949) | 18 janvier 2003 | En cours        | 22 ans, 5 mois et 2 jours |

## Résultats électoraux

### Présidence de la République
| Année | Candidat           | 1er tour  | 1er tour | 1er tour | 2e tour    | 2e tour | 2e tour | 2e tour |
| Année | Candidat           | Voix      | %        | Rang     | Voix       | %       | Rang    | Issue   |
| ----- | ------------------ | --------- | -------- | -------- | ---------- | ------- | ------- | ------- |
| 2005  | Lech Kaczyński     | 4 947 927 | 33,10    | 2e       | 8 257 468  | 54,04   | 1er     | Élu     |
| 2010  | Jarosław Kaczyński | 6 128 255 | 36,46    | 2e       | 7 919 134  | 46,99   | 2e      | Battu   |
| 2015  | Andrzej Duda       | 5 179 092 | 34,76    | 1er      | 8 630 627  | 51,55   | 1er     | Élu     |
| 2020  | Andrzej Duda       | 8 450 513 | 43,50    | 1er      | 10 440 648 | 51,03   | 1er     | Réélu   |
| 2025  | Karol Nawrocki     | 5 790 804 | 29,54    | 2e       | 10 606 877 | 50,89   | 1er     | Élu     |

### Diète
| Année | Voix      | %     | Position | Sièges    | Gouvernement                                       |
| ----- | --------- | ----- | -------- | --------- | -------------------------------------------------- |
| 2001  | 1 236 787 | 9,50  | 4e       | 44 / 460  | Opposition                                         |
| 2005  | 3 185 714 | 26,99 | 1er      | 155 / 460 | Marcinkiewicz (2005-2006) et Kaczyński (2006-2007) |
| 2007  | 5 183 477 | 32,11 | 2e       | 166 / 460 | Opposition                                         |
| 2011  | 4 295 016 | 29,89 | 2e       | 157 / 460 | Opposition                                         |
| 2015  | 5 711 687 | 37,58 | 1er      | 235 / 460 | Szydlo (2015-2017) et Morawiecki I (2017-2019)     |
| 2019  | 8 051 935 | 43,59 | 1er      | 235 / 460 | Morawiecki II                                      |
| 2023  | 7 640 854 | 35,38 | 1er      | 194 / 460 | Morawiecki III (2023), opposition (depuis 2023)    |

### Sénat
| Année | Voix       | %     | Rang | Sièges   | +/- |
| ----- | ---------- | ----- | ---- | -------- | --- |
| 2005  | 5 020 704  | 20,76 | 1er  | 49 / 100 |     |
| 2007  | 10 208 412 | 31,38 | 2e   | 39 / 100 |     |
| 2011  | 3 915 355  | 26,94 | 2e   | 31 / 100 |     |
| 2015  | 5 993 433  | 39,99 | 1er  | 61 / 100 |     |
| 2019  | 8 110 193  | 44,56 | 1er  | 48 / 100 |     |
| 2023  | 7 449 875  | 34,81 | 2e   | 34 / 100 |     |

### Parlement européen
| Année | Voix      | %     | Rang | Sièges  | Groupe |
| ----- | --------- | ----- | ---- | ------- | ------ |
| 2004  | 771 858   | 12,67 | 3e   | 7 / 54  | UEN    |
| 2009  | 2 017 607 | 27,40 | 2e   | 15 / 50 | CRE    |
| 2014  | 2 246 870 | 31,78 | 2e   | 19 / 51 | CRE    |
| 2019  | 6 192 780 | 45,38 | 1er  | 27 / 52 | CRE    |
| 2024  | 4 253 169 | 36,16 | 2e   | 20 / 53 | CRE    |

### Assemblées régionales
| Année | %     | Sièges    |
| ----- | ----- | --------- |
| 2002  | 16,02 | 97 / 561  |
| 2006  | 25,08 | 170 / 561 |
| 2010  | 23,05 | 141 / 561 |
| 2014  | 26,89 | 171 / 555 |
| 2018  | 34,13 | 254 / 552 |

## Positionnement politique

### Médias et observateurs
Au départ, le parti se montre largement favorable au marché, bien que moins que la Plate-forme civique. Il adopte la rhétorique de l'économie sociale de marché similaire à celle des partis démocrates chrétiens d'Europe occidentale. Lors des élections de 2005, le parti passe à un discours protectionniste sur les questions concernant l'économie. En tant que président du Conseil, Kazimierz Marcinkiewicz est plus libéral économiquement que les Kaczyński, prônant une position plus proche de celle de la Plate-forme civique.
La priorité de Droit et justice est donnée à la souveraineté nationale. D'un point de vue sociétal, « le modèle culturel et économique libéral est rejeté au motif qu’il menacerait les valeurs traditionnelles, nationales et catholiques ». La proximité du parti avec l'Église catholique est importante et revendiquée. Selon certains observateurs, Droit et justice serait d'ailleurs en partie redevable à l'Église de son retour au pouvoir en 2015. Cette alliance s'exprime dans l'action politique : ainsi, selon Le Point, « fidèle à sa doctrine, l'Église a appuyé l'initiative d'une alliance d'organisations pro-vie, et le PiS n'a pu que suivre » Cet alignement sur les positions de l'Église catholique polonaise et notamment la proposition de loi concernant une interdiction quasi-totale de l'avortement porte le risque de diviser la société, y compris le parti.
En matière de politique étrangère, le PiS est atlantiste et moins favorable à l'intégration européenne que la Plate-forme civique. La formation est légèrement eurosceptique et s'oppose à une Europe fédérale. Dans ses campagnes, il souligne que l'Union européenne devrait « profiter à la Pologne et non l'inverse ». Il est membre du Parti des conservateurs et réformistes européens anti-fédéraliste, ayant déjà fait partie de l'Alliance pour l'Europe des nations et, auparavant, du Parti populaire européen (PPE/EPP).
Se détournant de l'UE, le PIS décide de redonner la priorité au groupe de Visegrád, qui a refusé la politique des quotas de répartition des migrants. Alors que le gouvernement précédent avait accepté un quota de migrants, cette mesure est abandonnée par le PiS après les attentats de Bruxelles (2016), « au motif que la Pologne devait en priorité garantir la sécurité de ses concitoyens ».

## Programme politique
Pour expliquer la victoire du parti lors des élections parlementaires polonaises de 2015, Le Monde note que le parti « social conservateur » a multiplié les promesses pendant la campagne pour arriver à un programme social « très coûteux » évalué entre 40 et 60 milliards de zlotys (9 à 14 milliards d’euros). Parmi les arguments de campagne que relève la quotidien, se trouvent la baisse de l’âge de départ à la retraite à 60 ans pour les femmes et 65 ans pour les hommes (au lieu de 65 et 67), le maintien des régimes spéciaux (pour les juges, les procureurs, les agriculteurs…), les médicaments gratuits pour les personnes de plus de 75 ans et une allocation familiale de 500 zlotys par mois et par enfant. D'un point de vue économique, la politique économique du PiS est largement inspirée de la politique « non orthodoxe » de Viktor Orbán : « taxation des supermarchés et des banques (qui appartiennent en grande partie à des capitaux étrangers) en instaurant une préférence nationale, taxe sur les institutions financières et renationalisation de certaines banques. »
Au moment des élections législatives de 2019, la situation économique de la Pologne est parmi l'une des meilleures en Europe : la croissance atteint 5 % (contre environ 1,5 % pour les pays de l’Union européenne), le chômage est à 3,8 %, le déficit public est stabilisé à 1,6 % du PIB et la dette publique demeure sous les 50 % du PIB. Pour freiner l’émigration et relancer la natalité, le gouvernement sortant a exonéré d'impôt les travailleurs de moins de 26 ans et augmenté les allocations familiales.
Droit et justice obtient une forte popularité en menant une politique étatique et sociale visant à établir un « État-providence à la polonaise » via notamment la mise en place d'aides familiales, la gratuité des médicaments pour les plus de 75 ans, l'abaissement de l'âge de la retraite à 65 ans pour les hommes et 60 ans pour les femmes, la taxation des institutions financières, la renationalisation de plusieurs banques et une politique générale favorisant le développement des entreprises polonaises, dans le contexte d'une économie passé sous contrôle étranger lors de la sortie du communisme dans les années 1990. Cette politique sociale généreuse ne s'établit pour autant pas au détriment de l'économie polonaise, qui maintient un niveau de croissance élevé, et un chômage à son taux le plus bas depuis la chute du régime soviétique.

### Économie
- Baisse des impôts progressifs / Refus de l'impôt linéaire ;
- Baisse de la TVA ;
- Réévaluation des retraites ;
- Refus de la privatisation des secteurs clefs ;
- Programme de soutien aux plus démunis ;
- Scepticisme face à l’euro.

Selon Patrick Edery, PDG d'un cabinet de conseil en développement, les conservateurs du PiS ont prolongé le miracle économique polonais (croissance élevée et chômage relativement faible) entre 2016 et 2019, assurant également la pérennité de la réussite polonaise par le renouvellement de la lutte contre la corruption,,.

### Éducation
- Enseignement des valeurs morales et patriotiques ;
- Gratuité de l’enseignement.

### Intégrité publique
- Création de ministère anti-corruption ;
- Publication des noms des anciens agents soviétiques.

### Politique étrangère
- Atlantisme : le PiS a décidé de prolonger d’un an la mission de soldats polonais en Irak et aidé la mission de l’OTAN en Afghanistan par l’envoi de 1 000 soldats, en novembre 2006.

### Politique européenne
- Refus de « nouveaux abandons de souveraineté nationale ».

### Questions sociales
Promotion de la natalité :
- allongement des congés maternités
- augmentation des allocations familiales en particulier à partir de deux enfants
- régime fiscal désavantageux pour les célibataires sans enfant

Refus de :
- Légalisation des drogues ;
- L’avortement ;
- L’euthanasie ;
- Mariage homosexuel ;
- PACS.

### Réforme constitutionnelle
- IVe République : pouvoir supplémentaire à l’exécutif (permission d’appliquer une loi), parlement réduit, surveillance de l’audiovisuel, le droit à l’État de mener une politique monétaire.

### Santé
- Gratuité des soins pour les bas salaires.

Sur une proposition de la Ligue des familles polonaises, Droit et justice s'est engagé à établir un référendum sur la peine de mort, bien que ne faisant pas partie de ses priorités.

### Biographie
- François Richard et Antoine Danzon, « En marche vers l’alternance », Le courrier des pays de l'Est, no 1050,‎ 2005, p. 152-173 (lire en ligne).
- Cécile Barbier, « La ratification du Traité établissant une Constitution pour l'Europe », Courrier hebdomadaire du CRISP, nos 1939-1940,‎ 2006, p. 5-73 (lire en ligne).